# La France (dirigibile)
Il La France (La Francia) era un dirigibile francese lanciato da Charles Renald e Arthur Constantin Krebs nel 1884.
In collaborazione con Charles Renard, Arthur Constantin Krebs pilotò la prima aerodina interamente controllabile su un tragitto di 8 km, percorso in 23 minuti. Si trattò del primo volo su circuito chiuso del mondo e il velivolo atterrò al suo punto di partenza.

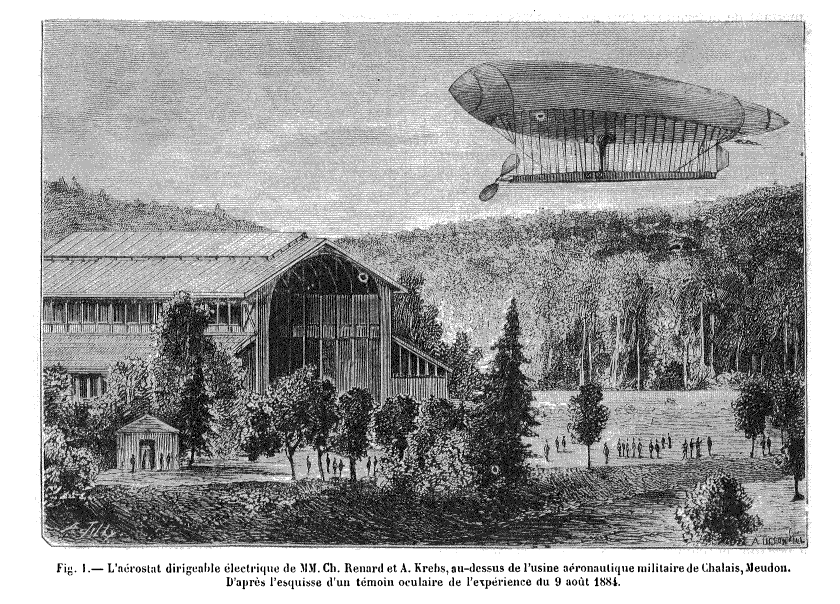
Disegno raffigurante il volo del 9 agosto 1884

Su sette voli effettuati tra il 1884 e il 1885, La France è tornato al punto di partenza cinque volte.

## Specifiche tecniche
Lungo 52 metri per un volume di 1.864 m³, aveva propulsione elettrica e portava una batteria di 435 kg.

## L'hangar Y

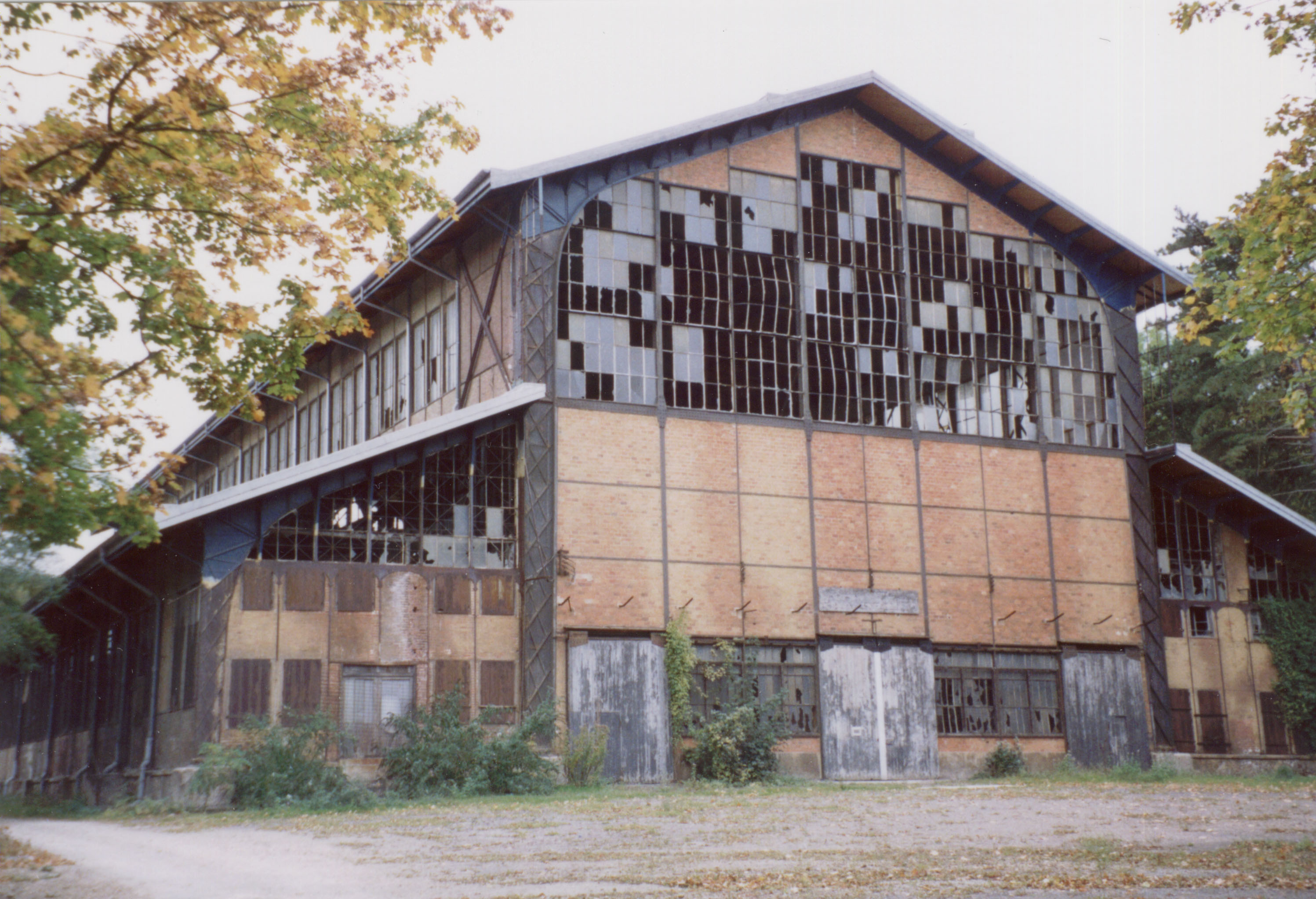
L'hangar Y a Chalais Meudon nel 2002

L'hangar, chiamato Y alla sua costruzione nel 1879 è sul sito di Chalais Meudon nella regione di Parigi. È uno dei pochi hangar per dirigibili rimasti in Europa